# کوآمو، پورتوریکو
کوآمو (به انگلیسی: Coamo) یک منطقهٔ مسکونی در ایالات متحده آمریکا است که در پورتوریکو واقع شده‌است.
 کوآمو ۲۰۲٫۱۵ کیلومتر مربع مساحت و ۴۰٬۵۱۲ نفر جمعیت دارد و ۱۴۸ متر بالاتر از سطح دریا واقع شده‌است.